# Diplodactylus wiru
Espèce
Diplodactylus wiru est une espèce de gecko de la famille des Diplodactylidae.

## Répartition
Cette espèce est endémique d'Australie. Elle se rencontre dans le sud de l'Australie-Occidentale et de l'Australie-Méridionale.

## Publication originale
- Hutchinson, Doughty & Oliver, 2009 : Taxonomic revision of the stone geckos (Squamata: Diplodactylidae: Diplodactylus) of southern Australia. Zootaxa, n. 2167, p. 25–46 (texte intégral).